# John Newman (Sänger)

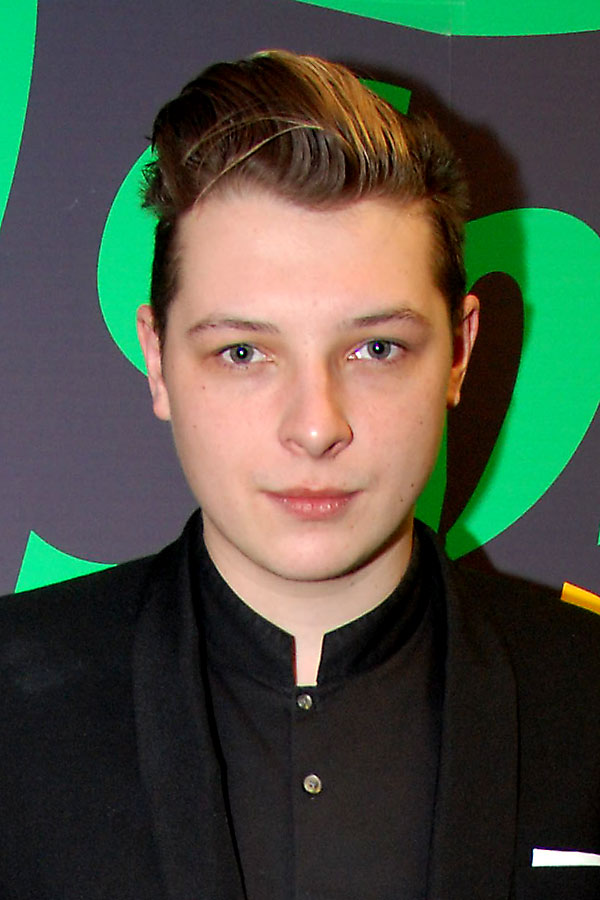
John Newman (2014)

John William Peter Newman (* 16. Juni 1990 in Settle, North Yorkshire, England) ist ein britischer Soulsänger. Bekanntheit erlangte er erstmals 2012, als er gemeinsam mit Rudimental die beiden Singles Feel the Love und Not Giving In aufnahm. Newman steht derzeit bei Island Records unter Vertrag.

## Leben
Im Alter von 14 Jahren begann Newman Gitarre zu spielen und seine eigenen Songs zu schreiben und zu produzieren. Er kreierte unter anderem auch House-Songs und erlernte das DJing.
Als Newman als 20-Jähriger nach London umzog und bei Island Records einen Vertrag unterschrieb, gründete er eine eigene Band. Wenig später konnte er Kontakt zu Rudimental aufnehmen und man entschloss sich dazu, gemeinsam die beiden Titel Feel the Love und Not Giving In aufzunehmen. Mit Feel the Love gelang ein Überraschungserfolg, die Single erreichte Chartplatzierungen beispielsweise in Deutschland oder Österreich und wurde im Vereinigten Königreich zum Nummer-eins-Hit. Auch Not Giving In konnte einen Platz in den Top 20 der britischen Charts verbuchen. Love Me Again erreichte im Juli 2013 Platz 1 in den britischen Singlecharts. Am 11. September 2013 kündigte er sein Debüt-Album Tribute an, das am 11. Oktober in Deutschland veröffentlicht wurde.
Im Herbst 2014 wurde Newman mit dem European Border Breakers Award ausgezeichnet.
Newman war 2013 in einer Beziehung mit der englischen Sängerin Ella Eyre und später mit dem Model Kayla Cadorna. Sein Bruder James Newman ist ebenfalls Sänger und Songwriter und vertrat das Vereinigte Königreich beim Eurovision Song Contest 2021 in Rotterdam.

## Diskografie

### Studioalben
| Jahr | Titel Musiklabel               | Höchstplatzierung, Gesamtwochen, AuszeichnungChartplatzierungen (Jahr, Titel, Musiklabel, Platzierungen, Wochen, Auszeichnungen, Anmerkungen) | Höchstplatzierung, Gesamtwochen, AuszeichnungChartplatzierungen (Jahr, Titel, Musiklabel, Platzierungen, Wochen, Auszeichnungen, Anmerkungen) | Höchstplatzierung, Gesamtwochen, AuszeichnungChartplatzierungen (Jahr, Titel, Musiklabel, Platzierungen, Wochen, Auszeichnungen, Anmerkungen) | Höchstplatzierung, Gesamtwochen, AuszeichnungChartplatzierungen (Jahr, Titel, Musiklabel, Platzierungen, Wochen, Auszeichnungen, Anmerkungen) | Höchstplatzierung, Gesamtwochen, AuszeichnungChartplatzierungen (Jahr, Titel, Musiklabel, Platzierungen, Wochen, Auszeichnungen, Anmerkungen) | Anmerkungen                            |
| Jahr | Titel Musiklabel               | DE | AT | CH | UK | US | Anmerkungen                            |
| ---- | ------------------------------ | --- | --- | --- | --- | --- | -------------------------------------- |
| 2013 | Tribute Universal Island (UMG) | DE21 (4 Wo.)DE | AT20 Gold · (2 Wo.)AT | CH11 Gold · (19 Wo.)CH | UK1 Platin · (47 Wo.)UK | US24 (3 Wo.)US | Erstveröffentlichung: 11. Oktober 2013 |
| 2015 | Revolve Island Records (UMG)   | DE61 (1 Wo.)DE | — | CH29 (3 Wo.)CH | UK3 (4 Wo.)UK | — | Erstveröffentlichung: 16. Oktober 2015 |

### EPs
- 2019: A.N.i.M.A.L

### Singles als Leadmusiker
| Jahr | Titel Album                               | Höchstplatzierung, Gesamtwochen, AuszeichnungChartplatzierungen (Jahr, Titel, Album, Platzierungen, Wochen, Auszeichnungen, Anmerkungen) | Höchstplatzierung, Gesamtwochen, AuszeichnungChartplatzierungen (Jahr, Titel, Album, Platzierungen, Wochen, Auszeichnungen, Anmerkungen) | Höchstplatzierung, Gesamtwochen, AuszeichnungChartplatzierungen (Jahr, Titel, Album, Platzierungen, Wochen, Auszeichnungen, Anmerkungen) | Höchstplatzierung, Gesamtwochen, AuszeichnungChartplatzierungen (Jahr, Titel, Album, Platzierungen, Wochen, Auszeichnungen, Anmerkungen) | Höchstplatzierung, Gesamtwochen, AuszeichnungChartplatzierungen (Jahr, Titel, Album, Platzierungen, Wochen, Auszeichnungen, Anmerkungen) | Anmerkungen                                                    |
| Jahr | Titel Album                               | DE | AT | CH | UK | US | Anmerkungen                                                    |
| ---- | ----------------------------------------- | --- | --- | --- | --- | --- | -------------------------------------------------------------- |
| 2013 | Love Me Again Tribute                     | DE6 Platin · (35 Wo.)DE | AT5 (24 Wo.)AT | CH5 Platin · (37 Wo.)CH | UK1 Platin · (52 Wo.)UK | US30 ×3Dreifachplatin · (18 Wo.)US | Erstveröffentlichung: 30. Juni 2013                            |
| 2013 | Cheating Tribute                          | DE53 (10 Wo.)DE | AT44 (6 Wo.)AT | CH56 (2 Wo.)CH | UK9 (5 Wo.)UK | — | Erstveröffentlichung: 6. Oktober 2013                          |
| 2013 | Losing Sleep Tribute                      | DE57 (5 Wo.)DE | — | CH29 (5 Wo.)CH | UK48 (10 Wo.)UK | — | Erstveröffentlichung: 15. Dezember 2013                        |
| 2014 | Out of My Head Tribute                    | — | — | — | UK91 (1 Wo.)UK | — | Erstveröffentlichung: 6. April 2014                            |
| 2015 | Come and Get It Revolve                   | DE70 (4 Wo.)DE | AT43 (6 Wo.)AT | CH29 (3 Wo.)CH | UK5 Silber · (10 Wo.)UK | — | Erstveröffentlichung: 17. Juli 2015                            |
| 2021 | If You Really Love Me (How Will I Know) – | DE40 (17 Wo.)DE | AT39 Gold · (13 Wo.)AT | CH66 (4 Wo.)CH | UK27 Gold · (17 Wo.)UK | — | Erstveröffentlichung: 2. Juli 2021 mit David Guetta & MistaJam |

Weitere Singles
- 2015: Tiring Game (feat. Charlie Wilson)
- 2016: Olé
- 2018: Fire in Me
- 2019: Feelings
- 2019: Without You (mit Nina Nesbitt)
- 2020: Stand by Me

### Singles als Gastmusiker
| Jahr | Titel Album                     | Höchstplatzierung, Gesamtwochen, AuszeichnungChartplatzierungen (Jahr, Titel, Album, Platzierungen, Wochen, Auszeichnungen, Anmerkungen) | Höchstplatzierung, Gesamtwochen, AuszeichnungChartplatzierungen (Jahr, Titel, Album, Platzierungen, Wochen, Auszeichnungen, Anmerkungen) | Höchstplatzierung, Gesamtwochen, AuszeichnungChartplatzierungen (Jahr, Titel, Album, Platzierungen, Wochen, Auszeichnungen, Anmerkungen) | Höchstplatzierung, Gesamtwochen, AuszeichnungChartplatzierungen (Jahr, Titel, Album, Platzierungen, Wochen, Auszeichnungen, Anmerkungen) | Höchstplatzierung, Gesamtwochen, AuszeichnungChartplatzierungen (Jahr, Titel, Album, Platzierungen, Wochen, Auszeichnungen, Anmerkungen) | Anmerkungen                                                                                                   |
| Jahr | Titel Album                     | DE | AT | CH | UK | US | Anmerkungen                                                                                                   |
| --- | ------------------------------- | --- | --- | --- | --- | --- | --- |
| 2012 | Feel the Love Home              | DE59 (6 Wo.)DE | AT14 (16 Wo.)AT | — | UK1 ×3Dreifachplatin · (67 Wo.)UK | — | Erstveröffentlichung: 14. Mai 2012 Rudimental feat. John Newman                                               |
| 2012 | Not Giving In Home              | — | — | — | UK14 Platin · (12 Wo.)UK | — | Erstveröffentlichung: 18. November 2012 Rudimental feat. John Newman & Alex Clare                             |
| 2014 | Blame Motion                    | DE4 Platin · (32 Wo.)DE | AT4 (21 Wo.)AT | CH4 Gold · (33 Wo.)CH | UK1 ×2Doppelplatin · (34 Wo.)UK | US19 ×3Dreifachplatin · (20 Wo.)US | Erstveröffentlichung: 5. September 2014 Calvin Harris feat. John Newman                                       |
| 2016 | Give Me Your Love Brighter Days | DE55 (5 Wo.)DE | AT50 (2 Wo.)AT | — | UK9 Platin · (16 Wo.)UK | — | Erstveröffentlichung: 8. April 2016 Sigala feat. John Newman & Nile Rodgers                                   |
| 2017 | Bridge over Troubled Water –    | — | AT32 (3 Wo.)AT | CH28 (2 Wo.)CH | UK1 Silber · (5 Wo.)UK | — | Erstveröffentlichung: 21. Juni 2017 mit Artists for Grenfell; Verkäufe: + 200.000 Original: Simon & Garfunkel |
| Folgende Lieder erschienen nicht als Single, wurden aber durch das Album zum Download und Streaming bereitgestellt und konnten somit eine Platzierung erlangen: |                                 | | | | | | |
| |                                 | | | | | | |
| 2017 | Never Let You Go Stargazing     | — | — | CH64 (1 Wo.)CH | — | — | Erstveröffentlichung: 27. Oktober 2017 Kygo feat. John Newman                                                 |

## Auszeichnungen für Musikverkäufe
| Goldene Schallplatte - Belgien - 2012: für die Single Feel the Love - 2013: für die Single Love Me Again - Dänemark - 2013: für das Streaming Feel the Love - Irland - 2013: für die Single Feel the Love - Italien - 2017: für die Single Give Me Your Love - Kanada - 2023: für die Single Give Me Your Love - Neuseeland - 2018: für das Album Tribute - 2018: für die Single Give Me Your Love - 2023: für das Album Revolve - Norwegen - 2013: für das Streaming Not Giving In - Polen - 2014: für das Album Tribute - 2016: für die Single Give Me Your Love - Portugal - 2022: für die Single Blame - Spanien - 2014: für das Streaming Love Me Again | Platin-Schallplatte - Dänemark - 2014: für das Streaming Blame - Mexiko - 2023: für die Single Give Me Your Love - Norwegen - 2013: für das Streaming Feel the Love - Spanien - 2015: für die Single Blame - 2024: für die Single Love Me Again 2× Platin-Schallplatte - Australien - 2013: für die Single Not Giving In - Dänemark - 2014: für das Streaming Love Me Again - 2024: für die Single Blame - Italien - 2014: für die Single Love Me Again - 2015: für die Single Blame - Neuseeland - 2015: für die Single Love Me Again - 2016: für die Single Not Giving In - 2023: für die Single Blame - Schweden - 2014: für die Single Love Me Again | 3× Platin-Schallplatte - Australien - 2012: für die Single Feel the Love - 2015: für die Single Love Me Again - Norwegen - 2015: für die Single Blame 4× Platin-Schallplatte - Australien - 2023: für die Single Blame - Kanada - 2023: für die Single Blame - Neuseeland - 2025: für die Single Feel the Love Diamantene Schallplatte - Brasilien - 2024: für die Single Love Me Again 2× Diamantene Schallplatte - Brasilien - 2021: für die Single Blame - Mexiko - 2025: für die Single Blame |

Anmerkung: Auszeichnungen in Ländern aus den Charttabellen bzw. Chartboxen sind in ebendiesen zu finden.
| Land/RegionAuszeichnungen für Musikverkäufe (Land/Region, Auszeichnungen, Verkäufe, Quellen) | Silber  | Gold       | Platin       | Diamant     | Verkäufe  | Quellen                                    |
| -------------------------------------------------------------------------------------------- | ------- | ---------- | ------------ | ----------- | --------- | ------------------------------------------ |
| Australien (ARIA)                                                                            | —       | —          | 12× Platin12 | —           | 840.000   | aria.com.au                                |
| Belgien (BRMA)                                                                               | —       | 2× Gold2   | —            | —           | 30.000    | ultratop.be                                |
| Brasilien (PMB)                                                                              | —       | —          | —            | 3× Diamant3 | 750.000   | pro-musicabr.org.br                        |
| Dänemark (IFPI)                                                                              | —       | Gold1      | 5× Platin5   | —           | 180.000   | ifpi.dk                                    |
| Deutschland (BVMI)                                                                           | —       | —          | 2× Platin2   | —           | 700.000   | musikindustrie.de                          |
| Frankreich (SNEP)                                                                            | —       | —          | —            | —           | 32.800    | infodisc.fr. Abgerufen am 19. Januar 2022. |
| Irland (IRMA)                                                                                | —       | Gold1      | —            | —           | 7.500     | Einzelnachweise                            |
| Italien (FIMI)                                                                               | —       | Gold1      | 4× Platin4   | —           | 145.000   | fimi.it                                    |
| Kanada (MC)                                                                                  | —       | Gold1      | 4× Platin4   | —           | 360.000   | musiccanada.com                            |
| Mexiko (AMPROFON)                                                                            | —       | —          | Platin1      | 2× Diamant2 | 660.000   | amprofon.com.mx                            |
| Neuseeland (RMNZ)                                                                            | —       | 3× Gold3   | 10× Platin10 | —           | 270.000   | radioscope.co.nz NZ2                       |
| Norwegen (IFPI)                                                                              | —       | Gold1      | 3× Platin3   | —           | 120.000   | ifpi.no                                    |
| Österreich (IFPI)                                                                            | —       | 2× Gold2   | —            | —           | 22.500    | ifpi.at                                    |
| Polen (ZPAV)                                                                                 | —       | 2× Gold2   | —            | —           | 20.000    | olis.pl                                    |
| Portugal (AFP)                                                                               | —       | Gold1      | —            | —           | 5.000     | Einzelnachweise                            |
| Schweden (IFPI)                                                                              | —       | —          | 2× Platin2   | —           | 80.000    | sverigetopplistan.se                       |
| Schweiz (IFPI)                                                                               | —       | 2× Gold2   | Platin1      | —           | 55.000    | hitparade.ch                               |
| Spanien (Promusicae)                                                                         | —       | Gold1      | 2× Platin2   | —           | 100.000   | elportaldemusica.es promusicae.es          |
| Vereinigte Staaten (RIAA)                                                                    | —       | —          | 4× Platin4   | —           | 4.000.000 | riaa.com                                   |
| Vereinigtes Königreich (BPI)                                                                 | Silber1 | Gold1      | 11× Platin11 | —           | 6.900.000 | bpi.co.uk                                  |
| Insgesamt                                                                                    | Silber1 | 19× Gold19 | 61× Platin61 | 5× Diamant5 |           |                                            |